# Rakel Hönnudóttir
Rakel Hönnudóttir, née le 30 décembre 1988 à Akureyri, est une footballeuse internationale islandaise évoluant au poste d'attaquante à Breiðablik.

## Biographie

### Carrière en club
Rakel est née et a grandi à Akureyri, une ville du nord de l'Islande. Elle se forme au football dans le club de Þór, avant d'évoluer dans l'équipe sénior. En janvier 2009, elle est prêtée en Suède au Brøndby IF. Elle devient ainsi la première joueuse étrangère de la section féminine de Brøndby, championne de Suède en titre. Elle revient en Islande en avril et continue à jouer pour Þór/KA (en) dans la première division islandaise.
En novembre 2011, elle signe avec Breiðablik où elle reste six saisons. À Breiðablik, elle marque un total de 46 buts en 103 matches de championnat, et joue ses premiers matchs de Ligue des champions lors de la saison 2011-2012. Elle passe la saison 2018 en Damallsvenskan en Suède avec l'IF Limhamn Bunkeflo (en), avant de signer à Reading en Angleterre en janvier 2019. En décembre 2019, elle met fin à sa période de 11 mois avec le Reading et retourne en Islande à Breiðablik.

### Carrière internationale

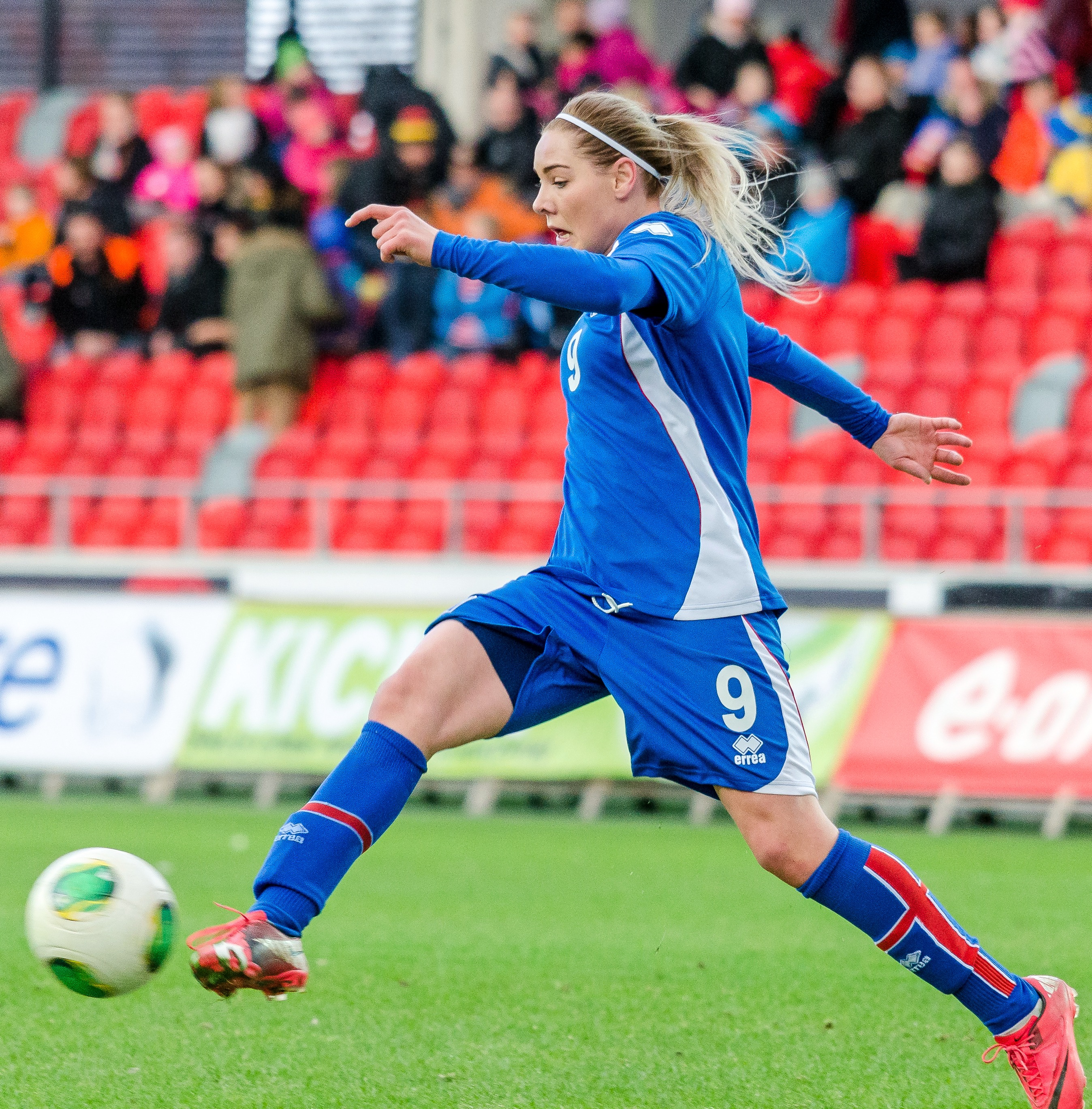
Hönnudóttir dans un match amical contre la Suède en avril 2013.

Rakel Hönnudóttir fait ses débuts internationaux seniors pour l'Islande lors de l'Algarve Cup 2008 dans une victoire 2-0 contre la Pologne. Lors de l'Euro 2009, elle participe aux trois matches de l'Islande, éliminée au premier tour. Quatre ans plus tard, elle est sélectionnée par Siggi Eyjólfsson (en) dans l'équipe islandaise pour l'Euro 2013. Elle conserve sa place dans l'équipe nationale pour l'Euro 2017, mais ne joue cette fois aucun match.
Le 2 septembre 2019, elle fait sa 100e apparition internationale contre la Slovaquie.

## Palmarès

### En club
Breiðablik
- Úrvalsdeild kvenna (2)
  - Championne en 2015 et 2020
  - Vise-championne en 2014, 2016 et 2017
- Coupe d'Islande (2)
  - Vainqueur en 2013 et 2016
- Supercoupe d'Islande (3)
  - Vainqueur en 2014, 2016 et 2017
  - Finaliste en 2015
- Coupe de la Ligue islandaise
  - Finaliste en 2014, 2015, 2016 er 2017

### Distinctions individuelles
Rakel est élue joueuse la plus prometteuse de l'année dans du championnat islandais en 2007. En 2008, elle est nommée joueuse de l'année par son équipe Þór/KA. Cette même année, elle est nommée meilleure footballeuse de l'année par le Þór et l'athlète de l'année d'Akureyri.